# A Shot of Rhythm and Blues
«A Shot of Rhythm and Blues» es una canción escrita por Terry Thompson y grabada por el cantante estadounidense de soul Arthur Alexander. Fue lanzada en los Estados Unidos en 1961, y en el Reino Unido al año siguiente, como el lado B de «You Better Move On».

## Otras versiones
Johnny Kidd and The Pirates lanzaron la canción como un sencillo en 1962. Contó con Johnny Kidd en la voz principal, Mick Green en la guitarra principal, Johnny Spence en el bajo y Frank Farley en la batería.
The Beatles grabaron la canción tres veces para la BBC en 1963, con John Lennon en la voz principal en todas las ocasiones. Una de las versiones fue incluida en el álbum Live at the BBC, lanzado en 1994.  El crítico Robert Christgau la consideró como una de las mejores covers de The Beatles. Gerry and the Pacemakers también interpretaron la canción.
En julio de 1963, Cilla Black grabó la canción durante su primera sesión de grabación en los Estudios Abbey Road. Posteriormente a esa audición, Cilla firmó un contrato de grabación con Parlophone. Una toma de esta sesión de grabación fue incluida en el álbum The Abbey Road Decade: 1963-1973, lanzado en 1997.
Dave Edmunds interpretó la canción en su álbum de 1975 Subtle as a Flying Mallet. También fue incluida en la película Stardust. 
Van Morrison y Linda Gail Lewis cantaron la canción en su álbum You Win Again, en el año 2000.
La canción también fue versionada por Flamin' Groovies en su álbum compilatorio, Flamin' Groovies Collection.
Buffalo cantó la canción en 1972, bajo el título «Just a Little Rock and Roll». Fue posteriormente lanzado en la remasterización de su primer álbum Dead Forever...

## Personal (versión de The Beatles)
- John Lennon - voz principal, guitarra rítmica.
- Paul McCartney - acompañamiento vocal, bajo.
- George Harrison - acompañamiento vocal, guitarra líder.
- Ringo Starr - batería.